# Niepokój (tom poetycki)
Niepokój – tom poetycki Tadeusza Różewicza wydany w 1947 w Krakowie w wydawnictwie „Przełom”, skupiający niemal wszystkie cechy jego późniejszej twórczości. 
Tadeusz Różewicz zwrócił od razu uwagę opinii krytyków, swoją odmiennością na tle ówczesnej poezji wyrosłej z doświadczeń wojenno-okupacyjnych.
W tomie pomieszczone zostały m.in. wiersze Lament, Matka powieszonych, Ocalony.